# Jesper Hogedoorn
Jesper Hogedoorn (Rotterdam, 14 augustus 1985) is een Nederlandse keeper die actief was als profvoetballer.
In 2002 maakte de destijds 17-jarige Hogedoorn zijn debuut voor Feyenoord. Door keepersproblemen mocht hij invallen.
In de zomer van 2006 liep het contract van de keeper af en vertrok hij naar FC Volendam waar hij samen met Paul Kok moest strijden om een plek op de bank achter eerste keeper Jeroen Verhoeven. In de zomer van 2007 maakte Hogedoorn eerst deel uit van Team VVCS, een elftal van werkloze voetbalprofs. Hij dwong daar een contract als amateur af bij Stormvogels Telstar. In december 2007 tekende hij een contract voor een half seizoen bij FC Zwolle, wederom als amateur. Hierna kreeg hij geen profcontract meer en zou in de jaren erna actief blijven als amateur bij Vitesse Delft, Neptunus, XerxesDZB en Kozakken Boys. Na seizoen 2017-2018 kondigt hij dat hij is bezig aan het laatste seizoen.